# Tillandsia 'Poor Ixy'
Tillandsia 'Poor Ixy' es un  cultivar híbrido del género Tillandsia perteneciente a la familia  Bromeliaceae.
Es un híbrido creado con la especie Tillandsia ixioides × Tillandsia stricta.